# Yphthimoides melchiades
Yphthimoides melchiades är en fjärilsart som beskrevs av Butler 1877. Yphthimoides melchiades ingår i släktet Yphthimoides och familjen praktfjärilar. Inga underarter finns listade i Catalogue of Life.